# Districtul Khao Kho
Khao Kho (în thailandeză เขาค้อ) este un district (Amphoe) din provincia Phetchabun, Thailanda, cu o populație de 32.932 de locuitori și o suprafață de 1.333,0 km².

## Componență
Districtul este subdivizat în 7 subdistricte (tambon), care sunt subdivizate în 72 de sate (muban).
| Nr. | Nume         | În thailandeză | Sate | Locuitori |  |
| --- | ------------ | -------------- | ---- | --------- |  |
| 1.  | Khao Kho     | เขาค้อ          | 14   | 6,467     |  |
| 2.  | Khaem Son    | แคมป์สน         | 14   | 5,284     |  |
| 3.  | Thung Samo   | ทุ่งสมอ          | 11   | 4,013     |  |
| 4.  | Rim Si Muang | ริมสีม่วง         | 6    | 1,293     |  |
| 5.  | Sado Phong   | สะเดาะพง       | 5    | 1,432     |  |
| 6.  | Nong Mae Na  | Aแม่นา          | 10   | 2,594     |  |
| 7.  | Khek Noi     | เข็กน้อย         | 12   | 11,849    |  |